# Grand Prix Formule 1 van België 1951
De Grand Prix Formule 1 van België 1951 werd gehouden op 17 juni op het circuit van Spa-Francorchamps in Stavelot. Het was de derde race van het seizoen.

## Uitslag
| Pos. | Nr. | Coureur               | Constructeur | Rondes | Tijd / Oorzaak uitval | Grid | Punten |
| ---- | --- | --------------------- | ------------ | ------ | --------------------- | ---- | ------ |
| 1    | 4   | Giuseppe Farina       | Alfa Romeo   | 36     | 2:45:66.2             | 2    | 8      |
| 2    | 8   | Alberto Ascari        | Ferrari      | 36     | + 2:51.0              | 4    | 6      |
| 3    | 10  | Luigi Villoresi       | Ferrari      | 36     | + 4:21.9              | 3    | 4      |
| 4    | 14  | Louis Rosier          | Talbot       | 34     | + 2 Rondes            | 7    | 3      |
| 5    | 22  | Yves Giraud Cabantous | Talbot       | 34     | + 2 Rondes            | 8    | 2      |
| 6    | 24  | André Pilette         | Talbot       | 33     | + 3 Rondes            | 12   |        |
| 7    | 16  | Johnny Claes          | Talbot       | 33     | + 3 Rondes            | 11   |        |
| 8    | 26  | Pierre Levegh         | Talbot       | 32     | + 4 Rondes            | 13   |        |
| 9    | 2   | Juan Manuel Fangio    | Alfa Romeo   | 32     | + 4 Rondes            | 1    | 1S     |
| DNF  | 18  | Louis Chiron          | Talbot       | 28     | Motor                 | 9    |        |
| DNF  | 6   | Consalvo Sanesi       | Alfa Romeo   | 11     | Radiator              | 6    |        |
| DNF  | 12  | Piero Taruffi         | Ferrari      | 8      | Transmissie           | 5    |        |
| DNF  | 20  | Philippe Étancelin    | Talbot       | 0      | Transmissie           | 10   |        |